# Sasha Pivovarova
Sasha Pivovarova (Moscou, 21 de janeiro de 1985) é uma supermodelo russa.
Em maio de 2007 apareceu na capa da Vogue Americana com Hilary Rhoda, Jessica Stam, Agyness Deyn, Coco Rocha, Doutzen Kroes, Chanel Iman, Lily Donaldson, Raquel Zimmermann e Caroline Trentini sendo citadas como a nova geração de supermodelos.